# Jacqueline Rousseaux
Jacqueline Rousseaux (ur. 21 maja 1950 w Uccle) – belgijska francuskojęzyczna polityk i adwokat, w 2004 deputowana do Parlamentu Europejskiego V kadencji.

## Życiorys
Z wykształcenia prawniczka, z zawodu adwokat. Przez kilkanaście lat pracowała jako wykładowca akademicki w szkole wyższej Haute école Francisco Ferrer w aglomeracji stołecznej. Była także radną w Uccle.
W lutym 2004 objęła (jako przedstawicielka francuskojęzycznych liberałów) wakujący mandat posłanki do Parlamentu Europejskiego V kadencji. Należała do grupy liberalnej oraz do Komisji Ochrony Środowiska, Zdrowia i Ochrony Konsumentów. Z zasiadania w PE zrezygnowała w czerwcu tego samego roku (tuż przed końcem kadencji) w związku z wyborem do parlamentu Regionu Stołecznego Brukseli (mandat ten wykonywała do 2019).
Odznaczona Legią Honorową. Była żoną Armanda De Deckera.